# Billie Jean
Billie Jean ist ein Lied von Michael Jackson aus dem 1982 erschienenen Album Thriller. Das Stück war nach The Girl Is Mine die zweite Auskopplung aus Thriller und erschien im Januar 1983. Den Auszeichnungen für Musikverkäufe zufolge wurde der Song weltweit über 15,5 Millionen Mal verkauft.

## Entstehung
In dem von Michael Jackson komponierten Song geht es um eine Frau, die behauptet, Jackson sei der Vater ihres Kindes. Laut Moonwalk, Jacksons Autobiografie, beruht der Songtext nicht auf einer wahren Begebenheit; vielmehr wurde Jackson von mehreren Frauen inspiriert, die ihn und seine Brüder auf diese Art belästigten.
Jacksons Biograph J. Randy Taraborrelli äußerte die Theorie, dass Billie Jean von einem realen Ereignis aus dem Jahr 1981 inspiriert wurde. The Magic & the Madness dokumentiert, wie eine junge Frau einen Brief an Jackson schrieb und ihm mitteilte, er sei der Vater ihrer Zwillinge. Jackson, der von Zeit zu Zeit solche Briefe erhielt, hatte diese Frau nie getroffen und ignorierte es. Die Frau verschickte weiterhin Briefe, in welchen sie erklärte, dass sie ihn liebe und mit ihm zusammen sein wolle. Sie schrieb Jackson, wie glücklich sie zusammen wären, wenn sie die Kinder gemeinsam großziehen könnten, und wunderte sich, dass er sein eigenes Fleisch und Blut ignorieren konnte. Diese Briefe verstörten Jackson dermaßen, dass er von Albträumen heimgesucht wurde. Nach den Briefen erhielt Michael Jackson ein Päckchen mit einem Bild der Frau, einem Brief und einer Schusswaffe. Jackson war schockiert, denn die Frau forderte ihn in dem Brief auf, zu einer bestimmten Zeit an einem bestimmten Tag Suizid zu begehen. Sie würde dasselbe tun, nachdem sie die Zwillinge getötet habe. Die Frau erklärte, wenn sie nicht in diesem Leben mit ihm zusammen sein könne, dann im nächsten. Später erfuhr Jacksons Familie, dass die Frau in eine psychiatrische Klinik eingewiesen wurde.
Billie Jean sollte erst Not My Lover heißen, da Produzent Quincy Jones Verwechslungen mit der US-amerikanischen Tennisspielerin Billie Jean King vermeiden wollte. Die Figur der Billie Jean wird ebenfalls im Stück Wanna Be Startin’ Somethin’ erwähnt.
Der Song wurde in den Westlake Studios in Los Angeles von Quincy Jones und Michael Jackson produziert. Die Aufnahme basiert auf einem Rhythmus, den Jackson auf einem Drumcomputer entworfen hatte. Jackson arbeitete an dem Song in seinem Heimstudio in Encino und benötigte ungefähr drei Wochen allein für die Komposition des Basslaufs. Seinen Gesang nahm er hingegen in nur einem Take auf.

## Besetzung
- Produktion – Quincy Jones und Michael Jackson
- Solo, Background Vocals – Michael Jackson
- Komposition – Michael Jackson
- Fender Rhodes – Greg Phillinganes
- Synthesizer – Greg Smith, Greg Phillinganes, Bill Wolfer
- Synthesizer-Programmierung – Bill Wolfer
- Gitarre – David Williams, mit dem berühmten Singlenote-Solo
- Bass – Louis Johnson
- Schlagzeug – Leon Ndugu Chancler
- Emulator – Michael Boddicker
- Dirigieren – Jeremy Lubbock[6]
- Abmischung, Aufnahme – Bruce Swedien[6]
- Arrangement – Jerry Hey[6]

## Pepsi-Werbung
Im Jahre 1984 sponserte Pepsi die Victory Tour der Jacksons. Als Gegenleistung spielten Michael und seine Brüder in zwei Werbespots für Pepsi mit. Michael Jackson überarbeitete dafür den Song „Billie Jean“ und benannte ihn in Pepsi Generation um. Mit ihm allein wurden später noch zwei weitere Werbespots für Pepsi produziert. Mit 12 Mio. Dollar Verdienst ist Michael Jackson bis heute der höchstbezahlte Prominente für Werbespots.
Der Song wurde als offizieller Jingle für die Kampagne benutzt und als 7"-Single veröffentlicht. Der Start zur „The-Choice-of-a-New-Generation“-Kampagne fand im Februar 1984 statt. 1600 Leute wohnten dieser Premiere bei. Alle erhielten ein Programm und eine 7"-Single.
Während der Aufnahmen zum zweiten Werbeclip kam es zu einem Unfall mit Feuerwerkskörpern, bei dem Michael Jacksons Haar Feuer fing. Er erlitt schwere Verbrennungen, in deren Folge er sich mehreren Operationen unterziehen musste. Die Premiere der Werbeclips wurde bei den Grammy Awards gefeiert. Jackson musste ein Toupet tragen, um die Verbrennungen zu verstecken. An diesem Abend erhielt er acht Grammy Awards, was bis heute ein Rekord ist.

## Musikvideo
Beim Videoclip führte Steve Barron Regie. Es war der erste Videoclip eines schwarzen Künstlers, der regelmäßig auf dem Musiksender MTV gespielt wurde. Das Video wurde 1983 in Los Angeles gedreht und gilt als innovativ für die damalige Zeit. Michael Jackson bewegt sich in diesem Video elegant tänzelnd durch eine leere Stadtszenerie, während er von einem Detektiv verfolgt wird. Der Detektiv versucht sich Jackson zu nähern, doch jedes Mal, wenn er sein Ziel fotografieren will, verschwindet Jackson spurlos. Alle Dinge, die Jackson berührt, wie die Bodenfliesen, ein Mülleimer und der alte Schriftzug eines Hotels, leuchten auf. Am Ende sucht Jackson das Hotelzimmer einer unbekannten Person auf. Der Detektiv wird schließlich beim Versuch, Jackson durch das Fenster zu fotografieren, von Polizisten erwischt und abgeführt.

## Kommerzieller Erfolg

### Chartplatzierungen
In den USA wurden über eine Million Singles verkauft, wofür Jackson 1989 mit einer Platin-Schallplatte ausgezeichnet wurde. Weltweit verkauften sich über 12 Millionen Exemplare, damit gilt Billie Jean als Jacksons erfolgreichste Single. 2005 erhielt Jackson für über 500.000 digitale Verkäufe des Songs eine Goldene Schallplatte, im März 2009 (noch vor Jacksons Tod) lag die Zahl der Download-Verkäufe bei 864.000, mittlerweile wurden mehr als 1.700.000 Downloads verkauft. Der Song lag auf Platz 58 in einer vom Rolling Stone veröffentlichten Liste der 500 besten Singles aller Zeiten. Bei den Grammy Awards 1984 wurde Billie Jean mit den zwei Grammys als Bester R&B-Song und Beste männliche Gesangsdarbietung – R&B ausgezeichnet.
Während seiner Performance von Billie Jean in der Sondersendung Motown 25: Yesterday, Today, Forever anlässlich des 25-jährigen Bestehens seines früheren Plattenlabels Motown am 25. März 1983 führte Michael Jackson das erste Mal den Moonwalk auf, der zu seinem Markenzeichen wurde. Mit einer etwas weiterentwickelten Choreographie war der Song später bei der Victory Tour und in jeder Solo-Tournee Jacksons fester Teil der Setlist.
| ChartsChartplatzierungen       | Höchstplatzierung | Wochen |
| ------------------------------ | ----------------- | ------ |
| Deutschland (GfK)              | 2 (40 Wo.)        | 40     |
| Österreich (Ö3)                | 2 (26 Wo.)        | 26     |
| Schweiz (IFPI)                 | 1 (36 Wo.)        | 36     |
| Vereinigte Staaten (Billboard) | 1 (25 Wo.)        | 25     |
| Vereinigtes Königreich (OCC)   | 1 (28 Wo.)        | 28     |

| ChartsJahrescharts (1983)      | Platzierung |
| ------------------------------ | ----------- |
| Deutschland (GfK)              | 11          |
| Österreich (Ö3)                | 9           |
| Schweiz (IFPI)                 | 7           |
| Vereinigte Staaten (Billboard) | 2           |
| Vereinigtes Königreich (OCC)   | 8           |

### Auszeichnungen für Musikverkäufe
| Land/Region                  | Auszeichnungen für Musikverkäufe (Land/Region, Auszeichnung, Verkäufe) | Verkäufe   |
| ---------------------------- | ---------------------------------------------------------------------- | ---------- |
| Australien (ARIA)            | 9× Platin                                                              | 630.000    |
| Dänemark (IFPI)              | 3× Platin                                                              | 270.000    |
| Deutschland (BVMI)           | 3× Gold                                                                | 900.000    |
| Frankreich (SNEP)            | Platin                                                                 | 1.000.000  |
| Italien (FIMI)               | 2× Platin                                                              | 140.000    |
| Japan (RIAJ)                 | Gold                                                                   | 100.000    |
| Kanada (MC)                  | Diamant                                                                | 800.000    |
| Mexiko (AMPROFON)            | Diamant · + 2× Platin                                                  | 420.000    |
| Neuseeland (RMNZ)            | 6× Platin                                                              | 180.000    |
| Portugal (AFP)               | 3× Platin                                                              | 30.000     |
| Spanien (Promusicae)         | 3× Platin                                                              | 180.000    |
| Vereinigte Staaten (RIAA)    | Gold (Mastertone) · + Diamant (Digital)                                | 10.500.000 |
| Vereinigtes Königreich (BPI) | 4× Platin                                                              | 2.400.000  |
| Insgesamt                    | 3× Gold · 34× Platin · 3× Diamant ·                                    | 17.550.000 |

Hauptartikel: Michael Jackson/Auszeichnungen für Musikverkäufe

## Coverversionen und Samples
Bekannte Coverversionen des Songs stammen von Chris Cornell, der deutschen Punkband The Bates, Ian Brown, BLACKstreet, Weezer und Marc Terenzi. Auf Thriller 25 ist der Remix Billie Jean 2008 von Kanye West enthalten.
Auch die britische Popgruppe S Club 7 veröffentlichte 2001 mit Don’t Stop Movin’ eine Single, die Samples von Billie Jean enthielt, ohne dass dies auf dem Innencover erwähnt wurde.
2010 erschien das erste offiziell freigegebene EDM/Dance-Cover auf Andorfine Records produziert von Crew 7.
Nach dem Tod Jacksons interpretierten Mitglieder der Bratschengruppe der Münchner Philharmoniker bracc! Billie Jean.